# Superman (jeu vidéo, 1979)
Pour les articles homonymes, voir Superman (homonymie).
Superman  est un jeu vidéo d'action-aventure développé par John Dunn et édité par Atari Inc., sorti en 1979 sur la console Atari 2600.

## Synopsis
Lex Luthor a détruit un pont. Superman doit réparer cette infrastructure et arrêter Lex Luthor et ses complices.

## Accueil
Le jeu a été élu Jeu console de l'année par le magazine Electronic Games en 1981.